# 小行星6045
小行星6045（英語：6045）是一颗围绕太阳公转的小行星。1991年9月11日，亨利·E·霍爾特在帕洛马山发现了此天体。
这颗小行星的绝对星等为86.51178719528284等。